# Antonio Munguía
Antonio Munguía Flores (Ciudad de México, México, 27 de junio de 1942 - Ciudad de México, México, 8 de enero de 2018) fue un futbolista mexicano que se desempeñaba como mediocampista. Participó con la Selección de México en la Copa Mundial de Fútbol de 1970.
Vistió la camiseta del Necaxa y Cruz Azul  durante su carrera. Fue el autor del gol del triunfo con el cual el Cruz Azul obtuvo su primer campeonato de liga en la temporada 1968/69. Es uno de los jugadores con más títulos en la historia de los celestes con un total de 8, entre tres campeonatos de liga, uno de Copa México, uno de Campeón de Campeones y tres de la Copa de Campeones de la Concacaf, en lo que fue la época dorada del equipo.

## Selección nacional
Fue internacional con la selección de fútbol de México en 44 ocasiones.

### Participaciones en Copas del Mundo
| Mundial                        | Sede   | Resultado        |
| ------------------------------ | ------ | ---------------- |
| Copa Mundial de Fútbol de 1970 | México | Cuartos de final |

## Clubes
| Club        | País   | Año         |
| ----------- | ------ | ----------- |
| Club Necaxa | México | 1962 - 1966 |
| Cruz Azul   | México | 1966 - 1972 |

## Palmarés

### Campeonatos nacionales
| Título                     | Club        | País   | Año     |
| -------------------------- | ----------- | ------ | ------- |
| Copa México                | Club Necaxa | México | 1965-66 |
| Copa México                | Cruz Azul   | México | 1968-69 |
| Primera División de México | Cruz Azul   | México | 1968-69 |
| Campeón de Campeones       | Cruz Azul   | México | 1968-69 |
| Primera División de México | Cruz Azul   | México | 1970    |
| Primera División de México | Cruz Azul   | México | 1971-72 |

### Copas internacionales
| Título                 | Club / Selección    | País   | Año  |
| ---------------------- | ------------------- | ------ | ---- |
| Campeonato de Naciones | Selección de México | México | 1965 |
| Copa de Campeones      | Cruz Azul           | México | 1969 |
| Copa de Campeones      | Cruz Azul           | México | 1970 |
| Copa de Campeones      | Cruz Azul           | México | 1971 |
| Campeonato de Naciones | Selección de México | México | 1971 |

### Distinciones individuales
| Distinción                     | Año  |
| ------------------------------ | ---- |
| Salón de la Fama del Cruz Azul | 2005 |